# Villebois-Lavalette
Villebois-Lavalette è un comune francese di 759 abitanti situato nel dipartimento della Charente, nella regione della Nuova Aquitania.

## Società

### Evoluzione demografica
Abitanti censiti